# Білокоровичі (станція)
Білокоровичі — вузлова залізнична станція 4-го класу Коростенської дирекції Південно-Західної залізниці на неелектрифікованій лінії Коростень — Олевськ — Сарни між зупинним пунктом Кремне (14 км) та станцією Діброва-Олевська (8 км). Розташована в селищі Нові Білокоровичі Коростенського району Житомирської області. Від станції відгалужується залізнична гілка до станції Овруч (завдовжки 62 км).

## Історія
Станція відкрита у 1902 році під час будівництва залізничної лінії  Київ — Ковель.

## Пасажирське сполучення
На станції Білокоровичі зупиняються поїзди приміського сполучення Коростень — Олевськ та нічний швидкий поїзд № 113/114 сполученням Харків — Львів.